# Filip Petrušev
Filip Petrušev (cyr. Филип Петрушев; ur. 15 kwietnia 2000 w Belgradzie) – serbski koszykarz, występujący na pozycjach silnego skrzydłowego lub środkowego, reprezentant kraju, od 2023 zawodnik Olympiakosu Pireus.
W 2016 wystąpił w meczu wschodzących gwiazd Jordan Classic International.
W latach 2021–2023 reprezentował Philadelphia 76ers podczas rozgrywek letniej ligi NBA w Las Vegas.

## Osiągnięcia
Stan na 11 stycznia 2024, na podstawie, o ile nie zaznaczono inaczej.

### NCAA
- Uczestnik rozgrywek Elite 8 turnieju NCAA (2019)
- Mistrz:
  - turnieju konferencji West Coast – (WCC – 2020)
  - sezonu regularnego WCC (2019, 2020)
- Koszykarz roku konferencji WCC (2020)
- Zaliczony do:
  - I składu:
    - najlepszych pierwszorocznych zawodników konferencji WCC (2019)
    - WCC (2020)
    - turnieju WCC (2020)

  - II składu All-American (2020 przez NABC)
  - III składu All-American (2020 przez AP, SN, USBWA)
- Zawodnik tygodnia konferencji WCC (17.02.2020, 3.02.2020, 18.11.2019)
- Lider konferencji WCC w liczbie:
  - celnych (207) i oddanych (361) rzutów za 2 punkty (2020)
  - oddanych rzutów wolnych (2020 – 238)

### Drużynowe
- Mistrz:
  - Euroligi (2022)
  - Serbii (2023)
- Wicemistrz:
  - ligi adriatyckiej (2023)
  - Turcji (2022)
  - Serbii (2021)
- Zdobywca:
  - pucharu:
    - Turcji (2022)
    - Serbii (2023)

  - Superpucharu Grecji (2023)
- Finalista Pucharu Serbii (2021)

### Indywidualne
- MVP:
  - ligi adriatyckiej (2021)
  - miesiąca ligi adriatyckiej (październik 2020, grudzień 2020)
  - kolejki:
    - Euroligi (17 – 2020/2021)
    - ligi adriatyckiej (9, 11, 15 – 2020/2021, 26 – 2022/2023)
- Czołowy prospekt ligi adriatyckiej (2021)
- Zaliczony do:
  - I składu:
    - ligi adriatyckiej (2021)
    - ligi serbskiej (2021)
- Lider w średniej punktów ligi adriatyckiej (2021)

### Reprezentacja
Seniorska
- Wicemistrz świata (2023)
- Uczestnik:
  - kwalifikacji:
    - olimpijskich (2021 – 2. miejsce)
    - do:
      - mistrzostw świata (2021 – 8. miejsce)
      - Eurobasketu (2020)

Młodzieżowe
- Mistrz Europy U–18 (2017, 2018)
- Uczestnik mistrzostw:
  - świata U–19 (2019 – 7. miejsce)
  - Europy U–16 (2015 – 8. miejsce, 2016 – 10. miejsce)
- Zaliczony do I składu mistrzostw Europy U–18 (2018)